# 비푸리 선언

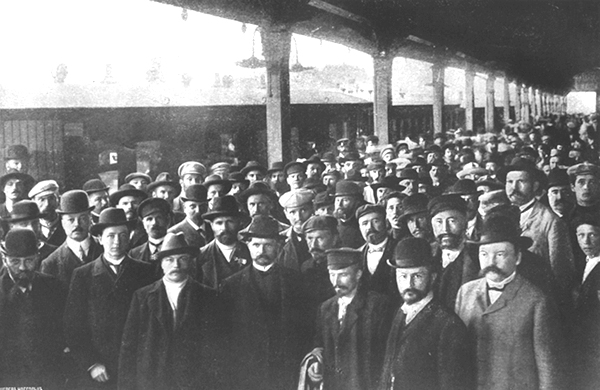
비푸리 철도역에 도착한 비푸리 선언 연서자들

비푸리 선언(핀란드어: Viipurin manifesti, 또는 비푸리 호소문(핀란드어: Viipurin vetoomus)은 1906년 7월 22일 니콜라이 2세가 두마(의회)를 해산해 버리자 의원 일부가 시민들에게 정부에 대한 수동적 저항을 요구한 것이다. 1905년 러시아 혁명의 연장으로 여겨진다.
황제에게 불복한 의원들은 반란자로 여겨졌고, 두마 해산 다음 날 의회해산에 저항하는 의원들은 핀란드 비푸리(현 러시아 비보르크)의 벨베데레 호텔에 모였다. 여기서 모이기로 한 것은 핀란드 대공국 총독부가 본국 의원들에 대한 관할권이 없었기 때문이다. 회의 참여자들은 주로 카데츠와 트루도비키들이었다.
선언문은 크게 세 가지를 시민들에게 요구했는데, 납세를 거부할 것, 병역을 거부할 것, 총(總)시민불복종에 참여할 것이었다. 그러나 이것은 별다른 효과가 없었다. 러시아의 새 총리가 된 표트르 스톨리핀은 비푸리 선언 연서명자들은 1907년 3월로 예정된 다음 두마 선거에 출마를 금지한다는 명령에 서명했다.